# Henriksberg (restaurang)

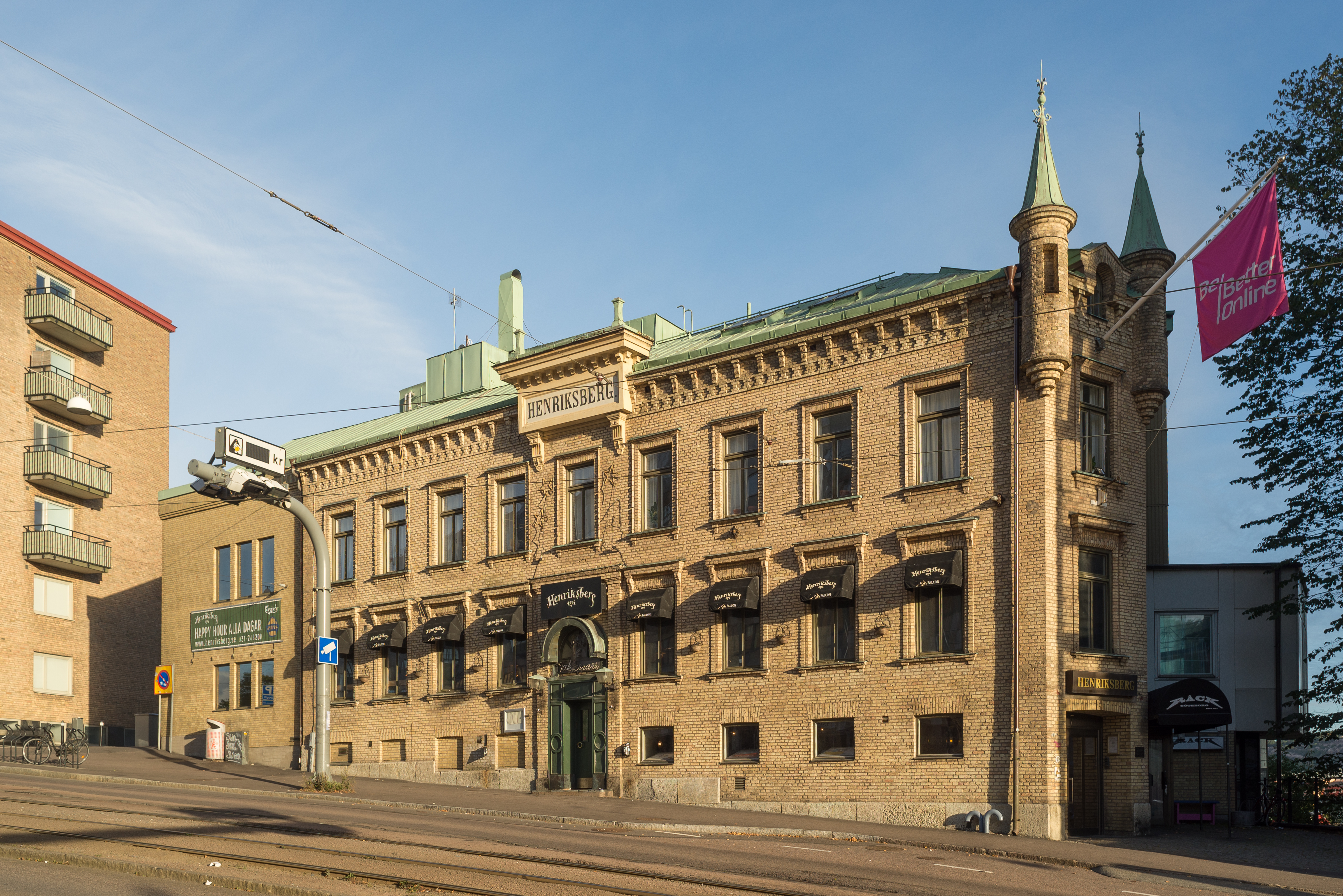
Framsidan av Henriksberg.

Henriksberg, även Lindska huset är en restaurang vid Stigbergsliden i Majorna, Göteborg. Stället fick sitt namn efter innehavaren av fastigheten (tomten) 1836, Henrik Köpke, alternativt var det efter värdshusidkaren Josef Edvin Hinriksson 1874 och hette ursprungligen Hinriksberg.
Bland kända kockar som varit verksamma vid restaurangen kan nämnas Stefan Holmström, Leif Mannerström och Crister Svantesson.

## Historia
Vid Stigbergsliden fanns redan 1638 ett mindre värdshus som främst besöktes av sjö- och vägfarande som skulle in till Göteborg. När sjöbommar och stadsportar hade stängt på kvällen, kunde sent anlända gäster övernatta här. År 1653 fanns här en gästgivaregård "Stigbergets Virtshus" som drevs av Brita Jung, "Brita på Stigberget", och längre ned på andra sidan gatan låg värdshuset "Styvern". Gränsen mellan Göteborgs Stad och Majorna gick för övrigt mitt i värdshuset Styvern. Åren 1676-1694 drevs virtshuset av Jonas Radhe.
Natten mellan den 13 och 14 december 1850 eldhärjades området där Henriksberg senare fick sin plats, vid området "Fyrkanten" på "Lyckans berg". Ett tiotal hus brann upp, bland andra ett på nr 36 i Majornas 4:de rote, vilket ägdes av skräddaremästare A.H. Lindh. Ett nytt hus uppfördes senare på samma tomt, och tycks ha skonats vid den eldsvåda, som den 7 september 1859 på nytt härjade området. Skräddare Lindh var en företagsam man, så förutom 4:de roten 36 köpte han 1856 äganderätten till ll:te roten 34. Tomten hade i början av 1850-talet ägts av en Fr. Sundler. Där byggde han efter en ritning som fastställdes 1862 ett tvåvånings stenhus, som blev början till det nuvarande Henriksberg. I huset bedrevs det krogrörelse, och det kallades för "Stigbergsvärdshuset" eller "Backlunds restaurang" efter föreståndarinnan Mathilda Backlund.
Under flera år bodde Lind själv i huset, samt hyrde ut lägenheter till andra. Bland andra bodde i huset en tid fil mag A.J. Hasselroth, som hade haft en privatskola i Bellevue men senare blivit läroverkslärare. Andra hyresgäster var de kända sjökaptenerna L.H. Hallgren och C. von Matérn. 
År 1874 sålde Lindh huset och flyttade in i 4:de roten 36. Den nye ägaren till fastigheten ll:te roten 34 var konditorn L. Hauschild, som omgående hyrde ut källarlokalen till Göteborgs Utskänknings AB, vilka öppnade värdshusrörelse där. Ingången till lokalen var belägen i själva hörnet åt staden till (precis som nu). Värdshuset hade nr 35 på den rundböjda skylt, som var den vanliga på alla "Systembolagets" krogar. I folkmun gick krogen då under namnet "35:an" eller "Strykjärnet", vilket husets utformning påminde om. Den första (1874) föreståndaren för detta värdshus blev Josef Edvin Hinriksson, som tidigare förestått det gamla värdshuset "31:an" på Stampen. I källarvåningen fanns krogrörelsen, men liksom på många andra ställen öppnades även restaurang i den övre våningen. 

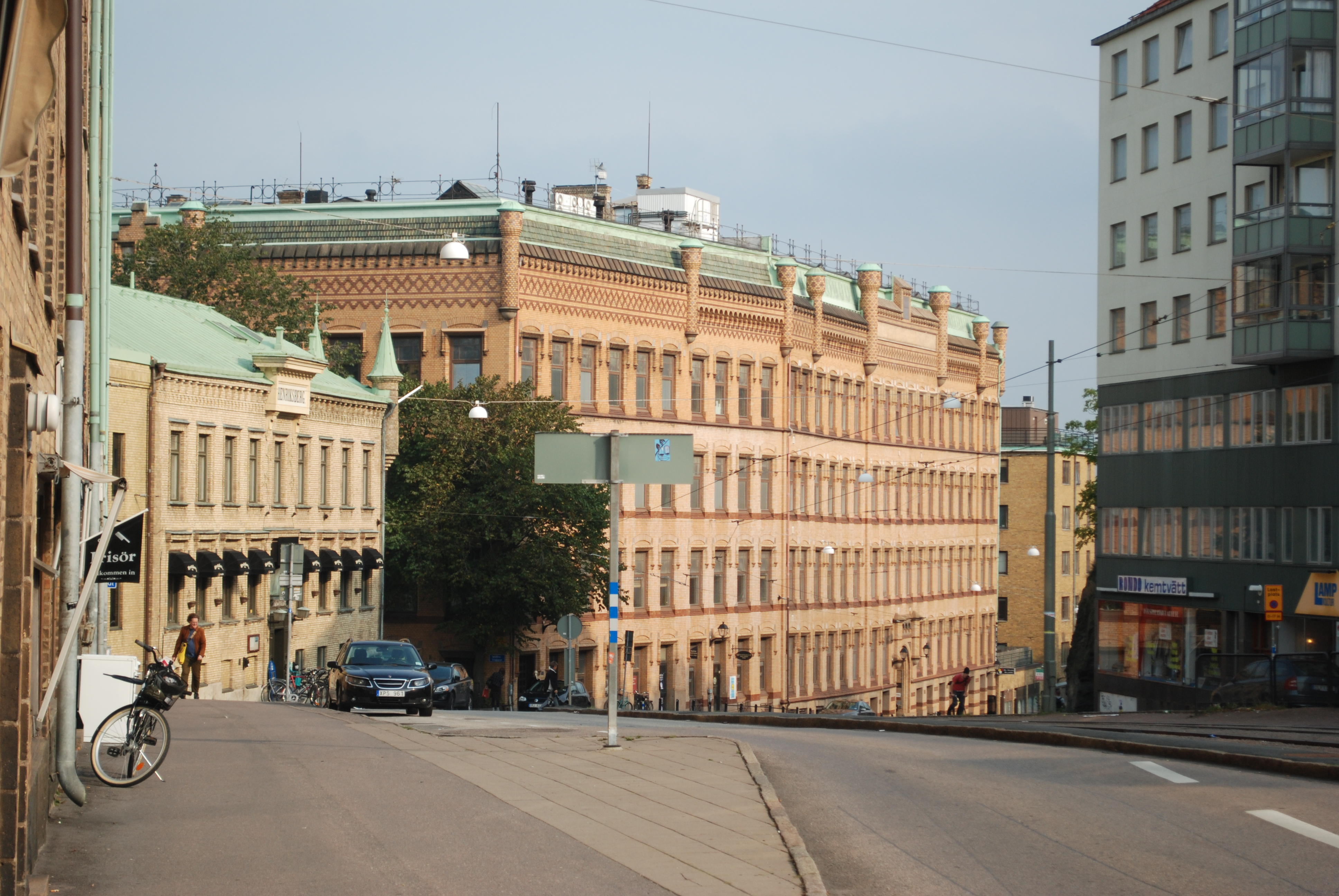
Stigbergsliden med Henriksberg till vänster med svarta markiser.

I GHT 1875 annonserade värdshusidkaren Hinriksson:

RESTAURATIONEN i Lindska huset vid Stigbergsliden, hvilken förestås av undertecknad, rekommenderas hos ärade kunder. Lokalen innehåller, utom matsal, flera enskilda, komfortabelt möblerade rum, i hvilka mottagas beställning å bröllop, middagar, sexor o. s. v. Tvenne pianon finnes att tillgå.
År 1878 övertog Hinriksson fastigheten, och året därpå byggde han till med terrass, tornbyggnad med mera och i slutet av 1879 fanns en annons i 1880 års adresskalender som lydde:

"Göteborgs Belvedere! Utvärdshuset 'Hinriksberg' vid Stigbergsliden med sin vackra utsigt från flere balkonger och trädgård, hvilket numera blifvit tillbyggt och betydligt utvidgadt såväl för dagliga serveringen som för enskilda sällskap, rekommenderas i allmänhetens benägna hågkomst. Beställningar för bröllop, baler etc. emottagas, och finnes för dylika tillställningar en elegant inredd och väl möblerad, stor och vacker lokal. Beqväm kommunikation med staden medelst spårvägen, som här har en af sina huvudstationer. English spoken! Man spricht Deutsch! Göteborg i december 1879. J. Hinriksson."
Hinriksson avled den 23 februari 1880, endast 39 år gammal, och hans änka Hanna Elvira, född Wikander (samt sex minderåriga barn — fyra söner och två döttrar) blev nu ägare till fastigheten. Efter en tid gifte fru Hinriksson om sig med handlanden Axel Gillblad, och äganderätten till fastigheterna övergick så småningom till honom. För driften av restaurangrörelsen står under åren 1882-1886 fru Augusta Rydén, åren 1887-1892 hennes man handlanden Emil Rydén och under de följande fyra åren åter fru Rydén. 
I adresskalendern för 1882 har restaurangen fått namnet "Henriksberg", och där fanns följande annons:

"Henriksberg, restaurang och kafé, stor festvåning, 12 enskilda rum, varav 4 med piano. Beställningar å bröllop, middagar, baler, sexor etc. till ytterst moderata priser mottagas tacksamt. Table D'Hote, smörgåsbord, 2 rätter mat & 1/2 öl a 1 kr. från kl. 1—4 e. m. samt à la Carte hela dagen. Statens och allmänna telefoner."
År 1892 uppfördes den inbyggda glasverandan med utsikt över älven och hamnen, och under åren 1897-1899 står källarmästaren Herbert Johnsson för rörelsen. Henriksberg såldes år 1900 till godsägaren Hj. Kärrbergh, som ägde fastigheten i fyra år och samtidigt bedrev rörelse. Kärrbergh gjorde en omfattande ombyggnad av Henriksberg, vilken öppnade på nytt den 17 april 1900. Men 1903 såldes fastigheten och rörelsen till handlande P. Bengtsson, vars fru skötte restaurangrörelsen fram till 1917. Därefter förvärvade källarmästaren Carl J. Andersson äganderätten, och 1919-1922 drevs rörelsen av källarmästare Nils Olsson som föreståndare. För år 1926 står i adresskalendern Gottfrid Johansson, och för 1927-1931 Hj. G. Johansson samt slutligen 1932-1933 G. A. Nilsson. Från den 2 januari 1934 ägde Göteborgs Restaurant Aktiebolag fastigheten, varefter Sveriges Allmänna Restaurant AB (VARA-bolaget) fick lagfart den 23 november 1938, då stället också byggdes om och renoverades.
Kring år 1920 skriver den kände göteborgaren, professor Vilhelm Lundström i en stockholmstidning:

""I hörnet uppe på Henriksbergs terrass sitter jag och skriver dessa rader och slukar den säregna synen därnere och runt omkring. Denna syn över Sveriges största hamn har, märkligt nog, mycket av orörd natur att bjuda på icke blott i älvens breda blåa band utan framför allt i bergen och horisonten. Men den historiska stämningen är knappast mindre. Vad allt har icke detta Sveriges öppna öga mot väster skådat: gotiska färder, vikingatåg i väster, vite Krists sändningabud från britternas ö till västgötabygder, förfarna män, som bragte konstens förstlingar från väster till gamla Thule, den svenska världshandelns första skutor till Lödöse, vilda strider om de dyrbara torvorna kring älvens mynning. Älvsborgs lösen. 'guldkonungens' siarblick från Otterhällans krön över hav och stränder, 'Kalmare Nyckels' avsegling med de första svenska amerikakolonisterna, Karl Gustafs sista planer för rikets storhet, det långa tysta arbetet för västkustens försvenskning, kaparebragder och smugglaredåd. Ostindiska kompaniets lastade skepp från fjärran östern, adertonhundratalets långa, breda svenska blodström mot västern. Vad allt kunde man inte räkna upp till dessa sista årtiondenas planer för dagen och sporadiska uppflammande, skapande fantasi!"
Under våren och försommaren 1932, skrev Fritiof Nilsson Piraten en del av sin debutbok Bombi Bitt och jag på Henriksberg. Han berättade själv efteråt: "Det var en underbar maj månad det året. Jag satt ute på terrassen varje dag mellan halv två och fyra. Det var alldeles folktomt då. Det var ljuvliga dagar. Solen lyste, späd grönska sprang ut, älven glittrade blank, larmet från hamnen våren symfoni och träden växte rakt upp från terrassens trägolv. Det gick lätt att skriva..."

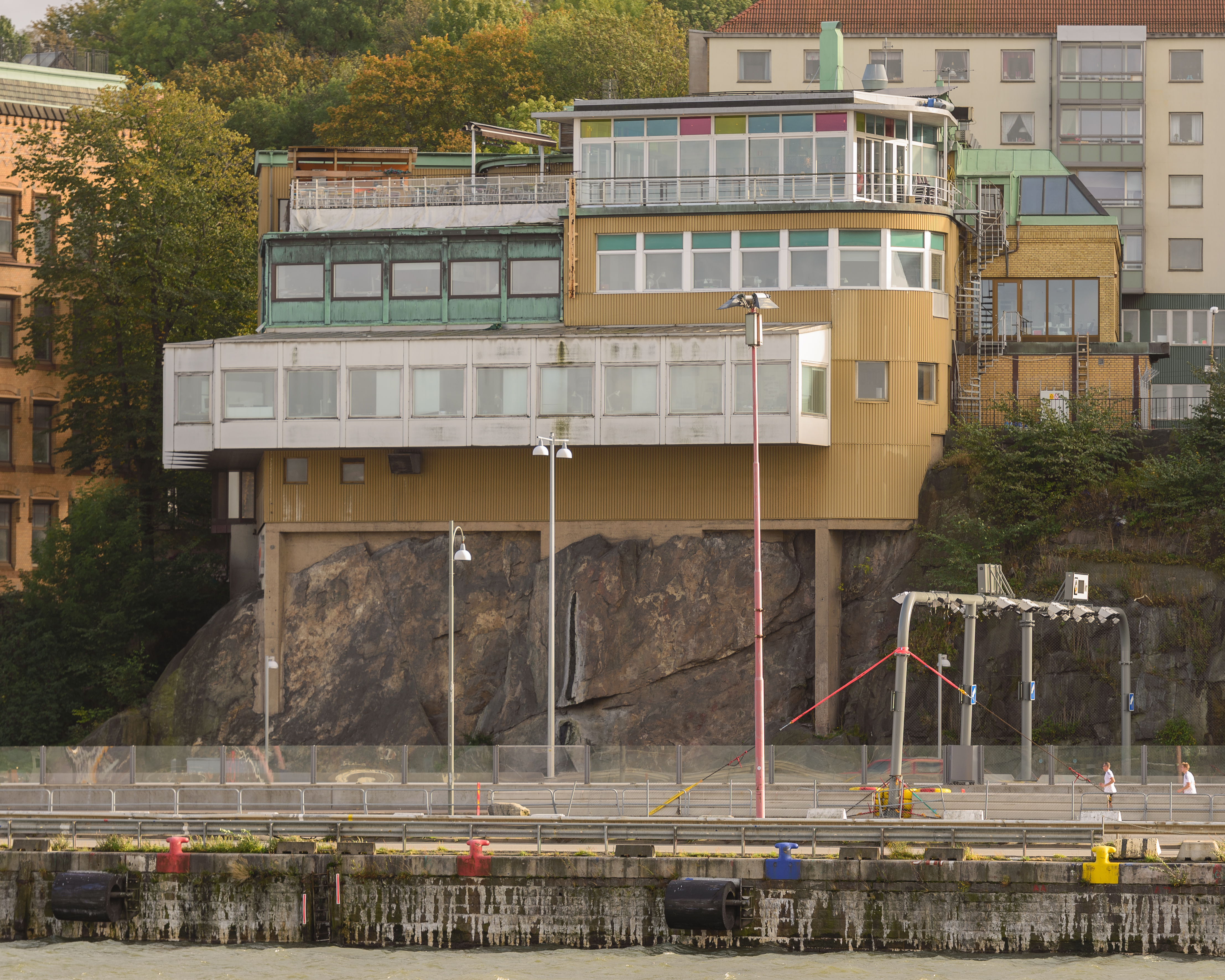
Henriksbergs fasad mot Göta älv.

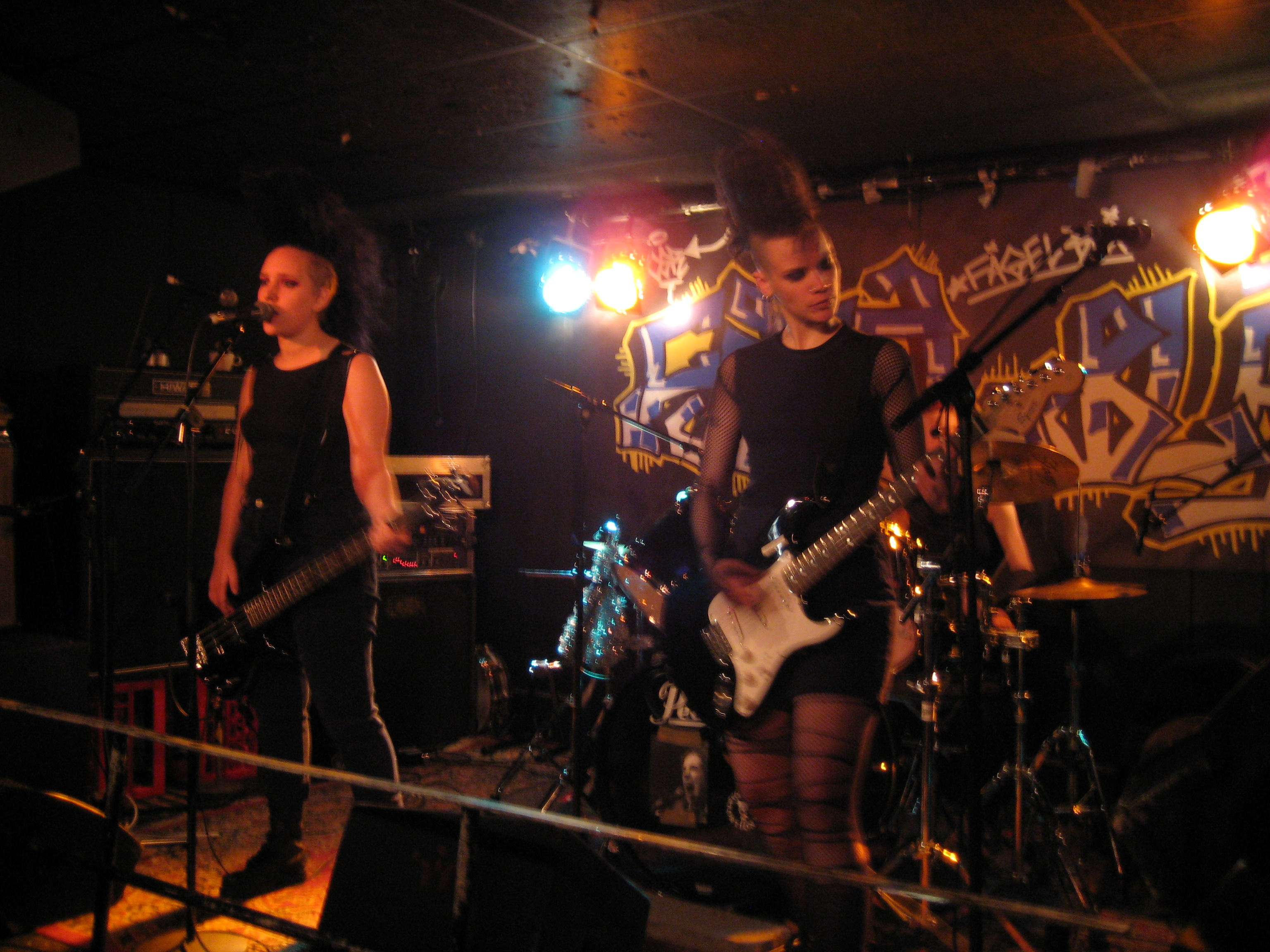
Idag anordnas det bland annat klubbar och konserter i huset. Här en konsert med "Hata katten" i december 2008.

Ett modernare Henriksberg invigdes 11 november 1943 i Varabolagets regi, efter omfattande renoveringar. Trubaduren Lasse Dahlquist hade kvällen till ära skrivit visan "En kväll på Henriksberg" som därefter blev mycket populär. I januari 1970 påbörjades rivningen av stora delar av restaurangen, och den största moderniseringen av restaurangen invigdes därefter den 16 oktober 1970 med den förre chefen för Varabolaget, Gösta Stenberg, som initiativtagare. Den 22 december 1981 serverades sista måltiden på det "gamla" Henriksberg, i form av ett dignande julbord och vid halv tretiden på natten dansades den sista valsen. Efter åtta dagar såldes stora delar av husets inventarier på auktion. Det var Christer Ericsson och Consafe som skulle inrätta sitt högkvarter i fastigheten. Året därpå återöppnades Henriksberg under namnet Henriksbergs Kajutor efter att byggnaden pietetsfullt renoverats. I början av 1980-talet fanns danssalongen Nattmössan i lokalerna.
Idag finns en pub i lokalerna, en restaurang på husets takterrass och det anordnas klubbar och konserter i huset.
Den närbelägna Henriksbergsgatan uppkallades 1935 efter Henrik Köpke.
Rakt nedanför Henriksberg åt Göta älv till, vid det som kallades Stigbergsnäs, låg det Wollinska huset vilket namngivits efter lotsinspektören Peter Wollin (1736-1791). Egendomen exproprierades 1893 för 107 500 kronor. Wollins Trappor går från Stigbergslidens norra del - mellan Henriksberg och J.A. Wettergrens hus - och ner till det som var Wollinska hamnen, nu Oskarsgatan.
Galjonsbilden på huset, till höger om huvudentrén, bärgades ur havet i slutet av 1800-talet. Via Brännö kom den i Henriksbergs ägo.
I maj månad 2025 försattes det bolag som drev restaurangen i konkurs.

## Lokalerna (1943-1967)
- Amerikasalen, med plats för 120 personer.
- Fisken, låg i fil med Amerikasalen ut mot hamnen och rymde 60 personer.
- Läckösalen, hade plats för 60 personer vid måltid och 100 personer vid sammanträden, med mera.
- Göteborgsrummet och Ostindiska Salongen, låg i fil med Läckösalen.[16]
- Gathenhielmssalen
- Viktor Rydbergsrummet. Det så kallade "röda förmaket" på andra våningen fick namn efter författaren Viktor Rydberg. Han var en välsedd och ofta återkommande besökare i restaurangen, som i timtal kunde sitta och betraktade livet på älven nedanför. Om det "röda förmaket" - med utsikt över hamnen och Hisinglandet - var ledigt satte han sig där och skrev.
- Här fanns en trogen kopia av Amerikaångaren Drottningholms gamla röksalong och den ursprungliga skeppssalong, som fanns i skolskeppet G.D. Kennedy, före detta skeppet Dunboyne som byggdes i Skottland 1888.